# 고준희 (축구 선수)
고준희(2000년 2월 28일 ~ )는 대한민국의 축구 선수로, 포지션은 수비수이다. 현재 김해시청 축구단에 입단하였고 2023년 계약 만료로 팀을 떠났다.

## 유소년 경력
고준희는 토월중학교, 보인고등학교를 거쳤으며, 2013년 대한민국 U-14 축구 국가대표팀에 발탁되기 시작하면서 매년 꾸준히 연령별 대표팀에 선발되었다. U-20, U-23 대표팀에도 꾸준히 발탁되었으며, 연령별 대표팀 기간 동안 21경기에 출전해 센터백으로는 많은 골인 7골을 기록하였다.

## 클럽 경력
K리그2 2019 시즌을 앞두고 대전 시티즌에 입단하여, 프로 무대에 진출하였다.
2022시 즌을 앞두고 거제시민축구단에 입단했다.